# 하기와라가
하기와라 가(일본어: 萩原家 하기와라케[*])는 우라베노아손을 본성으로 하는 당상가이다. 에도시대 전기의 요시다 가네하루의 장남으로, 조부 가네미의 양자가 된 하기와라 가네요리를 선조로 한다.
26개 반가 중 하나이며, 종2위 비참의까지 오를 수 있는 집안이다. 가업은 신토이다. 에도 시대의 가록은 1천석이다.

## 개요
반가이면서도 가록이 셋케수준인 것은 하기와라 가문이 원래 도요쿠니 신사의 사무를 세습하는 사가(社家)로서, 도요토미 히데요시의 천거로 창설된 가문으로, 사가로서의 역료가 오사카전투 후에 토요쿠니 신사가 파괴된 후에도 가령으로써 그대로 에도 막부 쇼군 도쿠가와 이에야스에게도 인정되었기 때문이다.
분가로는 니시고리가가 있다. 메이지 시대 화족에 올랐고, 9대 카즈요리가 자작의 작위를 받았다. 10대 카즈타네의 딸 중 한명이 교토대학 이치노세 카미노부에게 시집을 갔다.

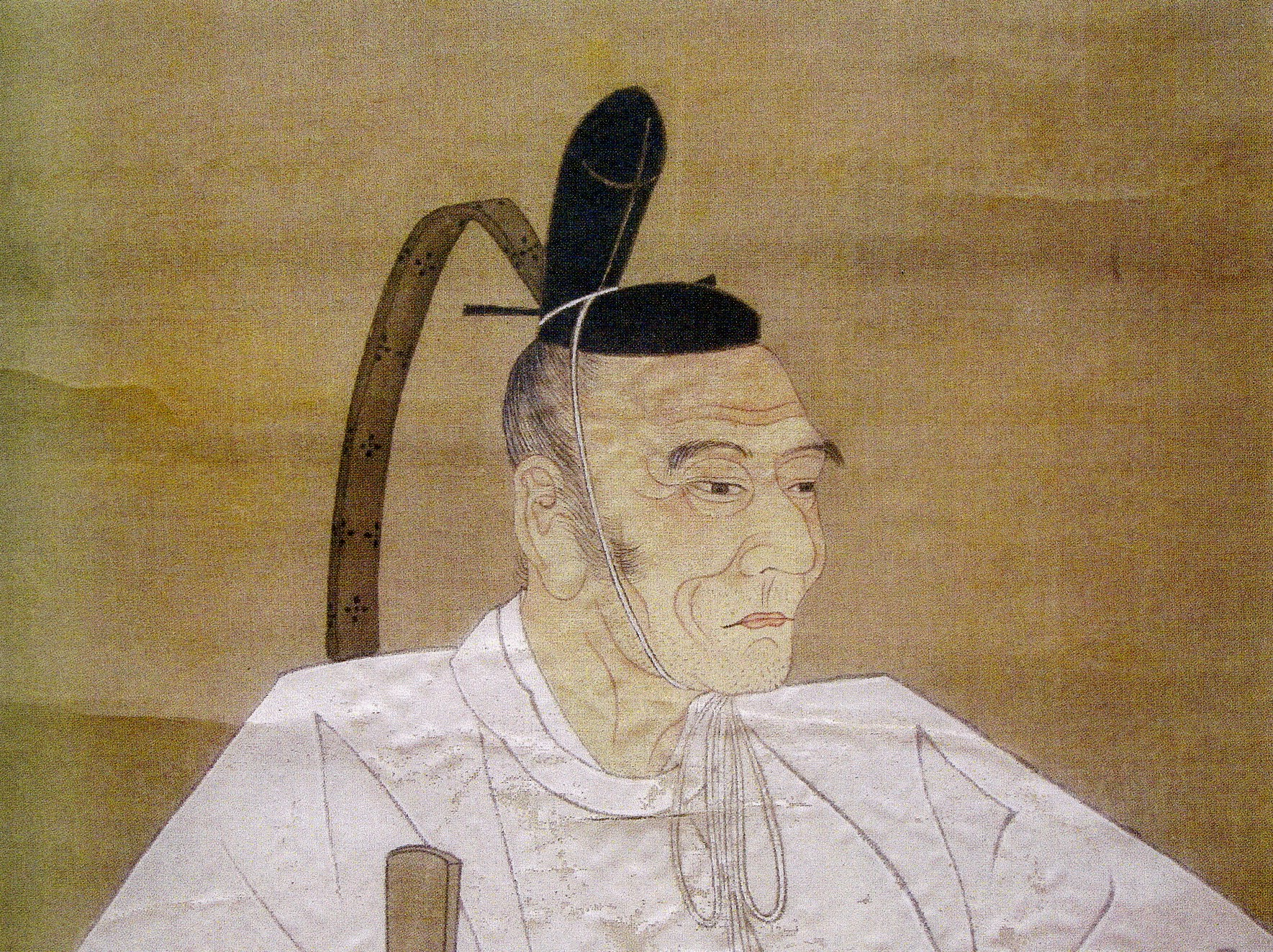
하기와라가 초대 당주 가네요리의 초상화
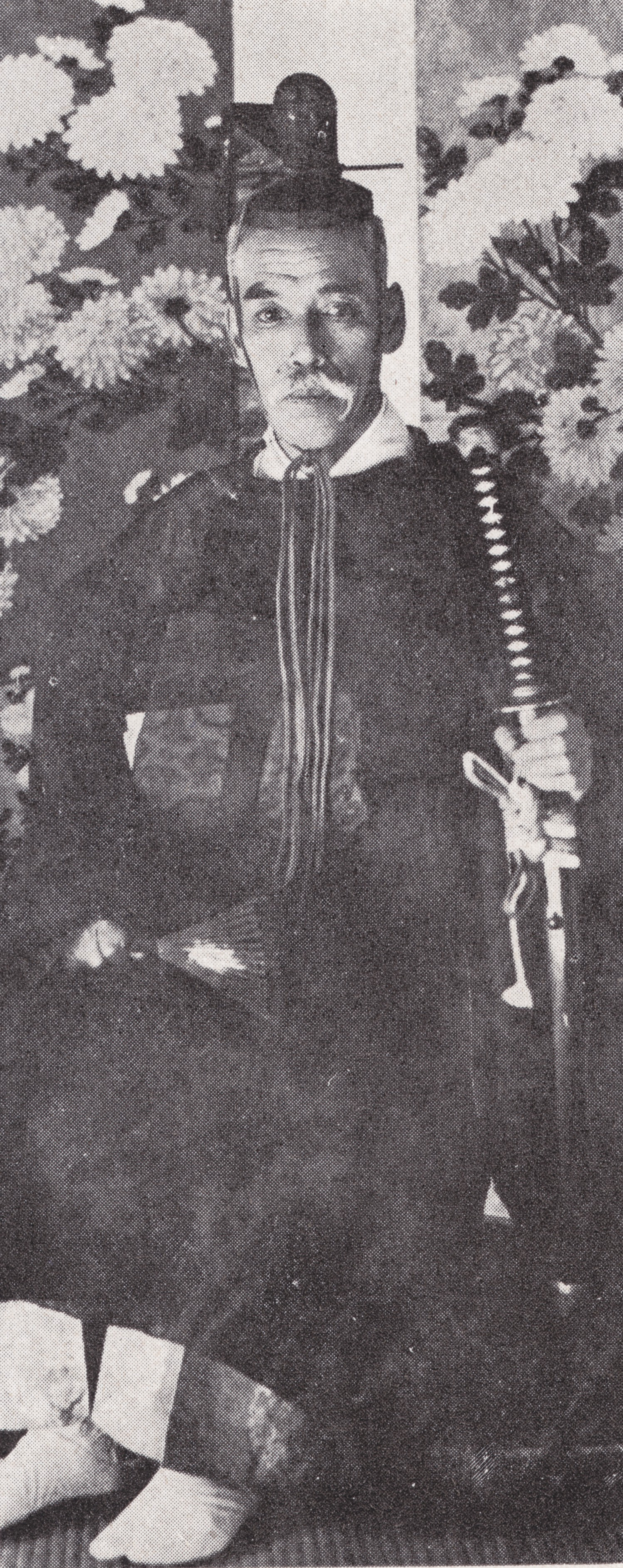
하기와라가 10대 당주 가즈타네의 사진

## 에도 막부 말기의 영지
국립역사민족박물관의 『구고 구령 취조장 데이터베이스(旧高旧領取調帳データベース)』에서 산출된 막부 말기의 하기와라가의 영지는 아래와 같다. (2개의 마을 · 980석 9말 1되 8홉 9작 9재)
- 단바국 히카미군의 2개 마을
  - 上垣마을의 일부 - 360석
  - 中竹田마을의 일부 - 620석 9말 1되 8홉 9작 9재